# Correlophus
Correlophus é um género de geckos da família Diplodactylidae cujas espécies são endémicas da Nova Caledónia. Este género foi considerado sinónimo de Rhacodactylus até 2012.

## Espécies
Reconhecem-se as seguintes três espécies:
- Correlophus belepensis Bauer, Whitaker, Sadlier & Jackman, 2012
- Correlophus ciliatus Guichenot, 1866
- Correlophus sarasinorum Roux, 1913